# Amazing f(x)
《Amazing f(x)》是2013年韓國MBC Music频道播出的f(x)组合的团体综艺节目，是f(x)组合的第三个团体综艺节目。f(x)组合于4日通过仁川机场前往新西兰，拍摄真人秀节目《Amazing f(x)》，该节目以f(x)在新西兰的旅游、体验当地的文化为目的进行拍摄。该节目在MBC Music频道播出，于2013年5月28日韩国晚上十一点播出。一共8集。

## 背景
- 2013年4月8日，f(x)通过仁川机场前往新西兰，拍摄真人秀节目《Amazing f(x)》。
- 2013年5月24日，《Amazing f(x)》特别篇播出。
- 2013年5月28日，《Amazing f(x)》正式首播，晚上十一点播出，一共八集。

## 节目简介
正在为回归做准备的f(x)成员Victoria，Amber，Luna，Sulli，Krystal。
8日通过仁川国际机场前往新西兰。为了出演新真人秀节目《Amazing f(x)》而去到新西兰。
跟随观众《Amazing f(x)》f(x)的成员们去新西兰旅行体验文化之旅。并且除了五名成员的舞台之外，日常生活也会自然的拍摄。
对于f(x)来说《Amazing f(x)》是在2010年cable channel Y-STAR 《hello f(x)》，MBC everyone f(x)的《KOALA》（了解韩国）之后的第三个真人秀节目。
特别是《KOALA》演出时 f(x)的amber的腿部受伤没能一起参与，饭们觉得很可惜，时隔很久五名成员全部出演的真人秀节目目《Amazing f(x)》，让饭们抱有很大的期待，因此收视大红。

## 组合简介
Amazing f(x)是2013年MBC拍摄的f(x)组合的团体综艺节目，是f(x)组合的第三个团体综艺节目。
f(x)组合于4月8日通过仁川机场前往新西兰，拍摄真人秀节目《Amazing f(x)》，该节目以f(x)在新西兰的旅游、体验当地的文化为基础进行拍摄。该节目将在MBC播出，将于2013年5月28日韩国晚上十一点播出。一共八集。
【电视台】MBC MUSIC
【出演成员】Victoria宋茜、Amber刘逸云、Luna朴善怜、Sulli崔雪莉、Krystal郑秀晶
【拍摄地】新西兰

## 播出一覽
| 集數   | 播出日期   | 標題 |
| ------ | ---------- | --- |
| 特别篇 | 2013/05/24 | 五位成员分别完成愿望 |
| 01     | 2013/05/28 | 愿望清单公开！奔赴新西兰前的准备。奔赴新西兰并住进当地豪华宿舍。                                                             |
| 02     | 2013/06/04 | 选取放进时间胶囊的东西；第一顿晚餐的红酒派对；睡衣疯狂派对；Luna去蹦极吧。                                                   |
| 03     | 2013/06/11 | 钓鱼虾大赛（Amber、Luna钓鱼；Victoria、Sulli、Krystal钓虾）； 美女三剑客诞生；Victoria农场新工作体验日记（Sulli、Krystal）。 |
| 04     | 2013/06/18 | 集体在寝室抽风；自由的一天；团队职务角色对换时间；Amber成为飞行员（Luna）。                                                  |
| 05     | 2013/06/25 | 晚餐BBQ派对；模仿成员派对；独自逛街；播放未公开影像； 游戏偶像f(x)；海边表演（Luna、Amber）；海边骑马（美女三剑客）。        |
| 06     | 2014/07/02 | 完成各自的愿望(Luna、Krystal跳伞；Sulli、Amber潜水；Victoria不想死）；海上高尔夫。（上）                                     |
| 07     | 2014/07/09 | 完成各自的愿望(Luna、Krystal跳伞；Sulli、Amber潜水；Victoria不想死）；海上高尔夫。（下）                                     |
| 08     | 2014/07/16 | 到豪华露营车回顾生活；把愿望清单埋下。                                                                                       |

## 官方視頻
以下視頻來自此節目官方YouTube（页面存档备份，存于）
| 名稱                | 長度  | 官方網址                                    | 備註                 |
| ------------------- | ----- | ------------------------------------------- | -------------------- |
| Amazing f(x) Teaser | 00:36 | by MBCplusm（页面存档备份，存于） - YouTube | Special Episode      |
| Teaser 2            | 00:29 | by MBCplusm（页面存档备份，存于） - YouTube | 'Harlem Shake' dance |
| Episode 1 Teaser    | 00:37 | by MBCplusm（页面存档备份，存于） - YouTube |                      |
| Amazing f(x) Teaser | 00:24 | by MBCplusm（页面存档备份，存于） - YouTube |                      |